# Női egyéni üldözőverseny pálya-kerékpározás az 1992. évi nyári olimpiai játékokon
Az 1992. évi nyári olimpiai játékokon a kerékpározás női egyéni üldözőverseny versenyszámát július 30. és 31. között rendezték a d'Hortawith-pályakerékpár-pályán.
Ez a versenyszám először szerepelt az olimpiai játékokon.

## Versenynaptár
| Dátum                       | Forduló     |
| --------------------------- | ----------- |
| 1992. július 30., csütörtök | Selejtező   |
| 1992. július 30., csütörtök | Negyeddöntő |
| 1992. július 31., péntek    | Elődöntő    |
| 1992. július 31., péntek    | Döntő       |

## Eredmények
Az időeredmények másodpercben értendők. A rövidítések jelentése a következő:
- Q: továbbjutás helyezés alapján
- OR: olimpiai rekord
- OVL: lekörözés

### Selejtező
A verseny össztávja 3000 méter volt. Mindegyik versenyző egy futamot teljesített, az időeredmények határozták meg a végső sorrendet. Az első nyolc helyezett versenyző jutott a negyeddöntőbe.
| Helyezés | Rsz  | Futam | Név                           | Nemzet                  | Részidő  | Részidő  | Idő      | Cs        | Mj |
| Helyezés | Rsz  | Futam | Név                           | Nemzet                  | 1000 m   | 2000 m   | 3000 m   | (km/h)    | Mj |
| -------- | ---- | ----- | ----------------------------- | ----------------------- | -------- | -------- | -------- | --------- | -- |
| 1.       | 0001 | 6     | Kathryn Watt                  | Ausztrália (AUS)        | 1:15,354 | 2:28,050 | 3:41,886 | 48,673 OR | Q  |
| 2.       | 0016 | 9     | Petra Rossner                 | Németország (GER)       | 1:17,454 | 2:31,170 | 3:43,091 | 48,410    | Q  |
| 3.       | 0028 | 6     | Rebecca Twigg                 | Egyesült Államok (USA)  | 1:17,423 | 2:30,066 | 3:43,218 | 48,383    | Q  |
| 4.       | 0011 | 7     | Szvetlana Szamohvalova        | Egyesített Csapat (EUN) | 1:15,251 | 2:27,779 | 3:43,326 | 48,359    | Q  |
| 5.       | 0008 | 7     | Hanne Malmberg                | Dánia (DEN)             | 1:15,707 | 2:29,309 | 3:45,230 | 47,950    | Q  |
| 6.       | 0014 | 8     | Jeannie Longo-Ciprelli        | Franciaország (FRA)     | 1:17,825 | 2:31,682 | 3:46,935 | 47,590    | Q  |
| 7.       | 0025 | 5     | Leontien Zijlaard-van Moorsel | Hollandia (NED)         | 1:17,822 | 2:32,315 | 3:46,956 | 47,586 OR | Q  |
| 8.       | 0012 | 7     | Tea Vikstedt-Nyman            | Finnország (FIN)        | 1:17,282 | 2:32,592 | 3:47,516 | 47,469    | Q  |
| 9.       | 0002 | 8     | Kristel Werckx                | Belgium (BEL)           | 1:19,509 | 2:34,054 | 3:50,051 | 46,946    |    |
| 10.      | 0026 | 9     | Jacqueline Nelson             | Új-Zéland (NZL)         | 1:16,177 | 2:31,634 | 3:51,259 | 46,700    |    |
| 11.      | 0019 | 2     | Hasimoto Szeiko               | Japán (JPN)             | 1:16,810 | 2:32,978 | 3:51,674 | 46,617 OR |    |
| 12.      | 0018 | 4     | Gabriella Pregnolato          | Olaszország (ITA)       | 1:17,211 | 2:34,311 | 3:52,376 | 46,476    |    |
| 13.      | 0022 | 3     | Aiga Zagorska                 | Litvánia (LTU)          | 1:19,489 | 2:35,770 | 3:52,450 | 46,461    |    |
| 14.      | 0062 | 4     | Kelly-Ann Way                 | Kanada (CAN)            | 1:18,235 | 2:35,807 | 3:54,284 | 46,097    |    |
| 15.      | 0007 | 3     | Csou Ling-mej (Zhou Lingmei)  | Kína (CHN)              | 1:17,977 | 2:40,608 | 4:04,085 | 44,247    |    |
| 16.      | 0023 | 1     | Olga Sacasa                   | Nicaragua (NCA)         | 1:25,698 | 2:58,735 | 4:32,671 | 39,608 OR |    |
|          | 0017 | 2     | Margaret Bean                 | Guam (GUM)              | 1:34,559 | OVL      | OVL      |           |    |

### Negyeddöntő
Minden futamgyőztes továbbjutott az elődöntőbe.
| Helyezés | Rsz      | Név                           | Nemzet                  | Részidő  | Részidő  | Idő      | Cs        | Mj       |
| Helyezés | Rsz      | Név                           | Nemzet                  | 1000 m   | 2000 m   | 3000 m   | (km/h)    | Mj       |
| 1. futam | 1. futam | 1. futam                      | 1. futam                | 1. futam | 1. futam | 1. futam | 1. futam  | 1. futam |
| -------- | -------- | ----------------------------- | ----------------------- | -------- | -------- | -------- | --------- | -------- |
| 1.       | 0008     | Hanne Malmberg                | Dánia (DEN)             | 1:16,219 | 2:30,811 | 3:46,959 | 47,585    | Q        |
| 2.       | 0011     | Szvetlana Szamohvalova        | Egyesített Csapat (EUN) | 1:15,958 | 2:30,321 | 3:47,444 | 47,484    |          |
| 2. futam |          |                               |                         |          |          |          |           |          |
| 1.       | 0028     | Rebecca Twigg                 | Egyesült Államok (USA)  | 1:17,506 | 2:31,532 | 3:46,508 | 47,680    | Q        |
| 2.       | 0014     | Jeannie Longo-Ciprelli        | Franciaország (FRA)     | 1:17,399 | 2:31,740 | 3:46,547 | 47,672    |          |
| 3. futam |          |                               |                         |          |          |          |           |          |
| 1.       | 0016     | Petra Rossner                 | Németország (GER)       | 1:17,281 | 2:30,182 | 3:41,509 | 48,756 OR | Q        |
| 2.       | 0025     | Leontien Zijlaard-van Moorsel | Hollandia (NED)         | 1:18,210 | 2:33,263 | 3:49,795 | 46,998    |          |
| 4. futam |          |                               |                         |          |          |          |           |          |
| 1.       | 0001     | Kathryn Watt                  | Ausztrália (AUS)        | 1:16,003 | 2:29,885 | 3:45,305 | 47,935    | Q        |
| 2.       | 0012     | Tea Vikstedt-Nyman            | Finnország (FIN)        | 1:17,982 | 2:32,856 | 3:48,918 | 47,178    |          |

### Elődöntő
A futamgyőztesek továbbjutott az döntőbe. Az elődöntő vesztesei közül a jobb időt elért versenyző lett a bronzérmes.
| Helyezés | Rsz      | Név            | Nemzet                 | Részidő  | Részidő  | Idő      | Cs       | Mj       |
| Helyezés | Rsz      | Név            | Nemzet                 | 1000 m   | 2000 m   | 3000 m   | (km/h)   | Mj       |
| 1. futam | 1. futam | 1. futam       | 1. futam               | 1. futam | 1. futam | 1. futam | 1. futam | 1. futam |
| -------- | -------- | -------------- | ---------------------- | -------- | -------- | -------- | -------- | -------- |
| 1.       | 0001     | Kathryn Watt   | Ausztrália (AUS)       | 1:16,960 | 2:32,485 | 3:49,790 | 46,999   | Q        |
| Bronz    | 0028     | Rebecca Twigg  | Egyesült Államok (USA) | 1:17,540 | 2:34,650 | 3:52,429 | 46,465   |          |
| 2. futam |          |                |                        |          |          |          |          |          |
| 1.       | 0016     | Petra Rossner  | Németország (GER)      | 1:19,275 | 2:32,777 | 3:48,517 | 47,261   | Q        |
| 2.       | 0008     | Hanne Malmberg | Dánia (DEN)            | 1:19,008 | 2:35,681 | 3:53,516 | 46,249   |          |

### Döntő
| Helyezés | Rsz  | Név           | Nemzet            | Részidő  | Részidő  | Idő      | Cs     | Mj |
| Helyezés | Rsz  | Név           | Nemzet            | 1000 m   | 2000 m   | 3000 m   | (km/h) | Mj |
| -------- | ---- | ------------- | ----------------- | -------- | -------- | -------- | ------ | -- |
| Arany    | 0016 | Petra Rossner | Németország (GER) | 1:17,514 | 2:29,410 | 3:41,753 | 48,702 |    |
| Ezüst    | 0001 | Kathryn Watt  | Ausztrália (AUS)  | 1:15,342 | 2:28,318 | 3:43,438 | 48,335 |    |

### Végeredmény
| Helyezés    | Név                           | Nemzet            |
| ----------- | ----------------------------- | ----------------- |
| Arany       | Petra Rossner                 | Németország       |
| Ezüst       | Kathryn Watt                  | Ausztrália        |
| Bronz       | Rebecca Twigg                 | Egyesült Államok  |
| 4.          | Hanne Malmberg                | Dánia             |
| 5.          | Jeannie Longo-Ciprelli        | Franciaország     |
| 6.          | Szvetlana Szamohvalova        | Egyesített Csapat |
| 7.          | Tea Vikstedt-Nyman            | Finnország        |
| 8.          | Leontien Zijlaard-van Moorsel | Hollandia         |
| 9.          | Kristel Werckx                | Belgium           |
| 10.         | Jacqueline Nelson             | Új-Zéland         |
| 11.         | Hasimoto Szeiko               | Japán             |
| 12.         | Gabriella Pregnolato          | Olaszország       |
| 13.         | Aiga Zagorska                 | Litvánia          |
| 14.         | Kelly-Ann Way                 | Kanada            |
| 15.         | Csou Ling-mej (Zhou Lingmei)  | Kína              |
| 16.         | Olga Sacasa                   | Nicaragua         |
| helyezetlen | Margaret Bean                 | Guam              |